# Mariah's World
Mariah's World  est une émission de télévision de téléréalité documentaire américaine en huit parties qui raconte le quotidien de la chanteuse Mariah Carey diffusée du 4 décembre 2016 au 29 janvier 2017 sur la chaîne E!.
En France, elle est diffusée depuis le 16 décembre 2016 sur E!.

## Synopsis
L’émission dévoile la vie de la chanteuse durant sa tournée européenne The Sweet Fantasy Tour, ainsi que sur les préparatifs de son mariage avec le millionnaire James Packer.
L’émission a été tournée avant leur rupture,.

## Développement
En mars 2016, il est confirmé qu’elle serait le personnage principal d’une série de documentaires, intitulé Mariah's World produit et diffusé par la chaine E !, démontrant sa tournée ainsi que les préparatifs de son futur mariage.

## Réception
Mariah's World reçoit de bonnes critiques sur Rotten Tomatoes, qui lui attribue la note de 57 % Quant à Metacritic, il lui donne 51 sur 100.